# Przełamanie linii Zygfryda
Przełamanie linii Zygfryda (znane również jako kampania linii Zygfryda) – jedna z najważniejszych kampanii frontu zachodniego II wojny światowej. Trwała od zakończenia bitwy o Normandię, czyli operacji Overlord (31 sierpnia 1944 r.), do przekroczenia Renu przez siły alianckie, obejmując również niemiecką ofensywę w Ardenach oraz operację Nordwind w Alzacji i Lotaryngii.

## Tło sytuacyjne

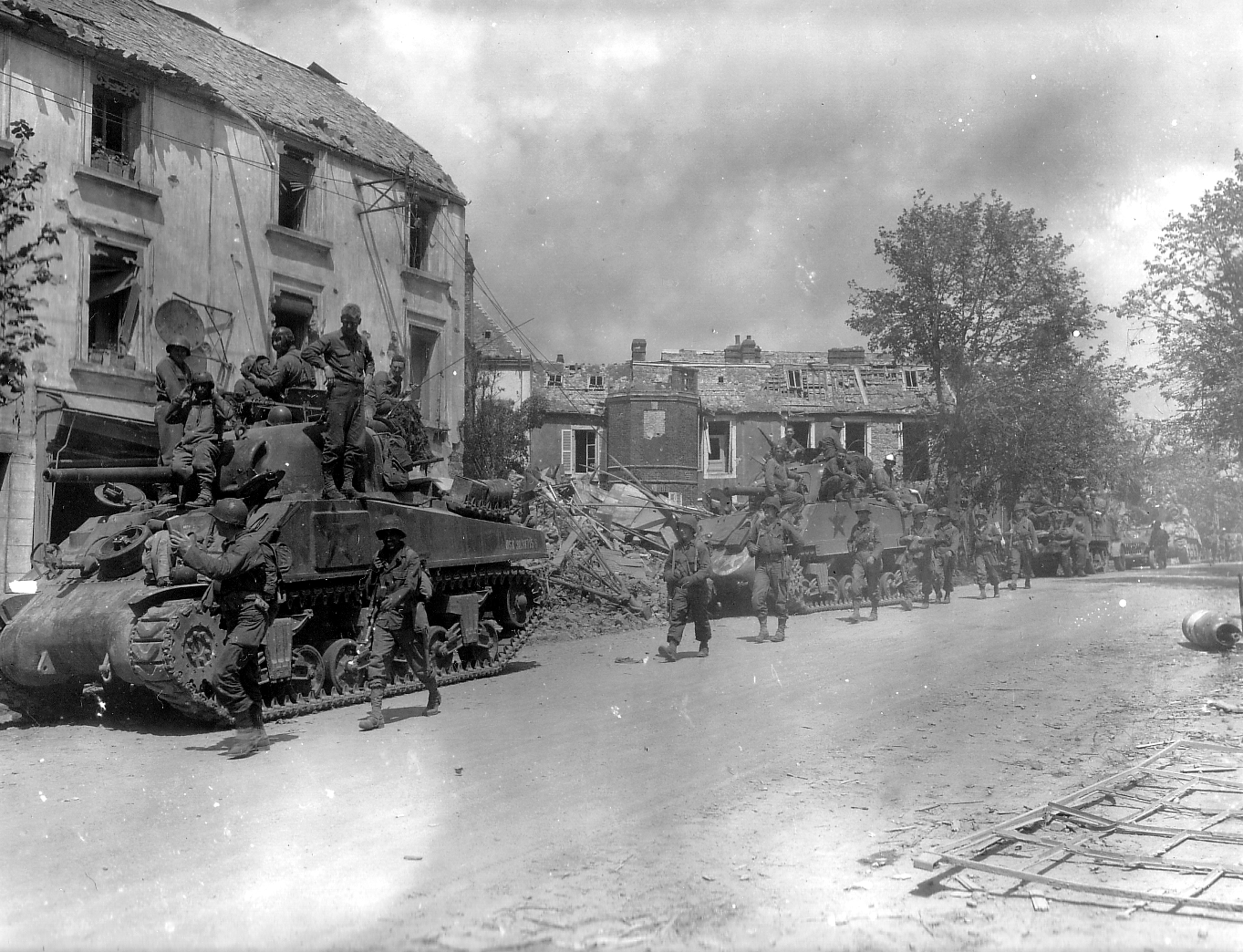
Czołgi M4 i M4A3 Sherman oraz piechota amerykańskiej 4 Dywizji Pancernej posuwają się naprzód przez Coutances w czasie operacji Cobra

Siły niemieckie we Francji zostały zdezorganizowane po przerwaniu przez aliantów frontu w Normandii. Kilkadziesiąt tysięcy żołnierzy zginęło w kotle Falaise. Jednak po wyzwoleniu Paryża pod koniec sierpnia 1944 r. alianci zatrzymali się, by przegrupować swoje wojska, zanim kontynuowali wyprawę w kierunku Renu. Ta przerwa pozwoliła Niemcom zespolić swoje linie obronne, czego nie byli w stanie zrobić na zachód od Paryża.
Do połowy września 1944 r. trzy grupy armii zachodnich aliantów; anglo-kanadyjska 21 Grupa Armii (feldmarsz. Bernard Law Montgomery) na północy, amerykańska 12 Grupa Armii (gen. Omar Bradley) w centrum oraz amerykańsko-francuska 6 Grupa Armii (gen. Jacob Devers) na południu uformowały szeroki front pod rozkazami naczelnego dowódcy sił sprzymierzonych, gen. Dwighta Eisenhowera.
Podczas gdy Montgomery i Bradley opowiadali się za punktowymi atakami w celu przełamania frontu w kilku miejscach na zachodniej granicy Niemiec (przy czym zaproponowali, że ich siły będą szpicą takiego ataku), gen. Eisenhower nie zgodził się na to. Zamiast tego wybrał strategię „szerokiego frontu”, która pozwoliła Sojuszom uzyskać przewagę nad pokonanymi Niemcami we wszystkich sektorach, pozwalała posuwającym się siłom alianckim wspierać się nawzajem i minimalizowała trudności w zaopatrywaniu najszybciej nacierających sił.
Szybki marsz przez Francję spowodował znaczne obciążenie linii zaopatrzeniowych, pogarszające się z powodu braku jakiegokolwiek większego portu poza stosunkowo odległym Cherbourgiem w zachodniej Francji. Chociaż Antwerpia była postrzegana jako klucz do rozwiązania problemów logistycznych aliantów, jej port pozostawał poza zasięgiem alianckiej żeglugi, dopóki ujście rzeki Skalda nie było wolne od sił niemieckich. W miarę postępu kampanii wszyscy walczący, zarówno sojusznicy, jak i Niemcy, odczuwali skutki braku dostarczania odpowiednich zapasów dla oddziałów na pierwszej linii.
Alianci mieli do pokonania dwie główne przeszkody. Pierwszą z nich były naturalne bariery tworzone przez rzeki płynące z południa na północ. Drugą była linia Zygfryda, która wraz ze wszystkimi siłami Wehrmachtu na froncie zachodnim podlegała dowództwu feldmarsz. Gerda von Rundstedta.

### Logistyka i zaopatrzenie
Chociaż kampania w Normandii trwała dłużej niż planowano, postępy aliantów do września znacznie przekroczyły oczekiwania. Na przykład Bradley miał cztery dywizje więcej niż planowano, a wszystkie jego siły były wówczas o 240 km dalej niż zakładano. Jednym z efektów takiego stanu rzeczy były niewystarczające dostawy zaopatrzenia, którego większą niż planowaną ilość trzeba było dostarczać na większą niż zakładano odległość.

Most Mulberry przy plaży Omaha był bardzo ważny we wczesnych dniach inwazji dla zaopatrzenia wojsk alianckich

Wiele materiałów wojennych wciąż musiało być wyładowywanych na brzeg bezpośrednio na plażach, na których lądowały siły inwazyjne w D-Day, przez jeden ocalały port Mulberry (drugi został zniszczony podczas sztormu na kanale La Manche). Chociaż używane były małe porty, takie jak Isigny-sur-Mer, Port-en-Bessin, czy Courcelles, większe porty morskie, takie jak Calais, Boulogne, Dunkierka i Hawr albo pozostawały wciąż w rękach niemieckich jako „fortece”, albo zostały zdobyte w stanie nienadającym się do użytku z powodu niemieckiego sabotażu. Port w Cherbourgu udało się co prawda naprawić, ale jego duża odległość od szybko posuwających się naprzód armii alianckich stała się czynnikiem mocno ograniczającym jego przydatność.
Chociaż duże ilości paliwa były z powodzeniem pompowane z Wielkiej Brytanii do Normandii podwodnym rurociągiem Pluton, musiało ono jeszcze dotrzeć do oddziałów frontowych, które posuwały się znacznie szybciej, niż rurociągi mogły być przedłużane. Linie kolejowe zostały w dużej mierze zniszczone przez ataki alianckiego lotnictwa i wymagały napraw, dlatego w międzyczasie potrzebna była duża liczba ciężarówek. Próbując zaradzić temu poważnemu brakowi środków transportowych, trzy nowo przybyłe amerykańskie dywizje piechoty USA – 26, 95 i 104 – zostały całkowicie pozbawione ciężarówek, które oddelegowano do służb zaopatrzeniowych. Postępujące dywizje 12 Grupy Armii pozostawiły całą ciężką artylerię i połowę średniej artylerii na zachód od Sekwany, oddając holujące armaty ciężarówki do przewożenia zapasów dla innych jednostek. Cztery brytyjskie firmy produkujące samochody ciężarowe zostały przekazane zwierzchnictwu amerykańskiej armii. Okazało się jednak, że 1500 brytyjskich ciężarówek ma poważne usterki silnika i jest z tego powodu bezużytecznych, co ograniczało pomoc z tego tytułu. Słynny Red Ball Express był najskuteczniejszą próbą przyspieszenia dostaw za pomocą ciężarówek, ale nawet jego przepustowość okazała się niewystarczająca w tamtych warunkach.
Jedynie 6. Grupa Armii przebywająca w południowej Francji była odpowiednio zaopatrzona z Tulonu i Marsylii, ponieważ zdobyła porty w stanie nienaruszonym, a lokalny system kolei był mniej uszkodzony. To źródło zaspokoiło około 25% potrzeb zaopatrzeniowych Aliantów.
Uważa się, że amerykańska organizacja dostaw – Communications Zone (COMZ) – nie przyspieszyła rozwiązania problemu i była zbyt biurokratyczna, zatrudniając ok. 11 tys. pracowników. COMZ i jego dowódca, gen. John C.H. Lee, byli mocno krytykowani przez innych amerykańskich generałów. Ciągłe niedostarczanie uzupełnień na czasu lub omyłkowe kierowanie ich do złych jednostek potęgowało frustrację dowódców frontowych. Gen. Eisenhower uważał jednak, że nie może wywierać presji na oficerów i urzędników COMZ, ponieważ byli oni odpowiedzialni bezpośrednio przed Waszyngtonem, a nie przed SHAEF. Pomimo to gen. Eisenhower sam był krytykowany za bierność w tej sprawie.
W tym czasie główne linie zaopatrzeniowe aliantów nadal biegły z powrotem do Normandii, powodując poważne problemy logistyczne. Rozwiązaniem mogło być szybkie uruchomienie portu w Antwerpii. Chociaż został on zdobyty prawie nietknięty, samo kontrolowanie stolicy Belgii nie wystarczyło, ponieważ 21 Grupa Armii nie uzyskała dostępu do morza poprzez oczyszczenie ujścia rzeki Skaldy.
Za opóźnienie w zabezpieczeniu tego obszaru obwiniono gen. Eisenhowera i dowódcę 21 Grupy Armii, feldmarsz. Montgomery' ego, który faworyzował ryzykowną operację Market Garden kosztem oczyszczenia obszaru Skaldy, gdy ten był jeszcze słabo broniony. Pozwoliło to niemieckiej 15 Armii okopać się tam, co wymagało następnie od aliantów kosztownej, przedłużającej się kampanii prowadzonej przez 1 Armię Kanadyjską, która opóźniła możliwość korzystania z portu w Antwerpii o miesiące.

### Siła ludzka
Niemieckie armie straciły dużą liczbę żołnierzy w Normandii i w czasie odwrotu za linię Zygfryda. Aby częściowo uzupełnić straty, ok. 20 tys. żołnierzy z personelu naziemnego Luftwaffe zostało przeniesionych do piechoty, na linię frontu wysłano inwalidów z poprzedniej wojny światowej, a jednostki Volkssturmu tworzono naprędce z ledwie przeszkolonych cywilów, głównie nastolatków.
Brytyjskie zasoby siły ludzkiej również były ograniczone po pięciu latach wojny i z powodu zaangażowania wielu pracowników w produkcję sprzętu dla sojuszników w ramach programu lend-lease. Napływające na front uzupełnienia nie były już wystarczające do pokrycia bieżących strat, a niektóre formacje zostały rozwiązane, aby zasilić inne ocalałymi żołnierzami. Kanadyjskiej armii również brakowało ludzi z powodu niechęci rządu i społeczeństwa do wysyłania poborowych do służby poza Kanadą. Wynikało to z wewnętrznych trudności politycznych Kanady podczas I wojny światowej, kiedy zawarto szeroki konsensus przeciwko poborowi do służby zagranicznej.
Straty amerykańskie wymagały teraz odbierania uzupełnień bezpośrednio ze Stanów Zjednoczonych. Nowi żołnierze z uzupełnień nie mieli na ogół żadnego doświadczenia bojowego  i nie przyzwyczaili się do trudnych warunków panujących w Europie Środkowej jesienią i zimą. Pojawiły się również skargi na niską jakość żołnierzy przeniesionych do wojsk lądowych z mniej obciążonych rodzajów sił zbrojnych. W pewnym momencie, po ofensywie w Ardenach zwrócił uwagę na brak piechoty, armia złagodziła swoją politykę segregacji rasowej i zezwoliła na ograniczone wykorzystanie czarnoskórych żołnierzy w formacjach bojowych. Czarni ochotnicy spisali się dobrze i spowodowali trwałą zmianę w amerykańskiej polityce wojskowej.

## Próby ominięcia linii Zygfryda. Północna Grupa Armii (21 Grupa Armii)

### Porty przy kanale La Manche

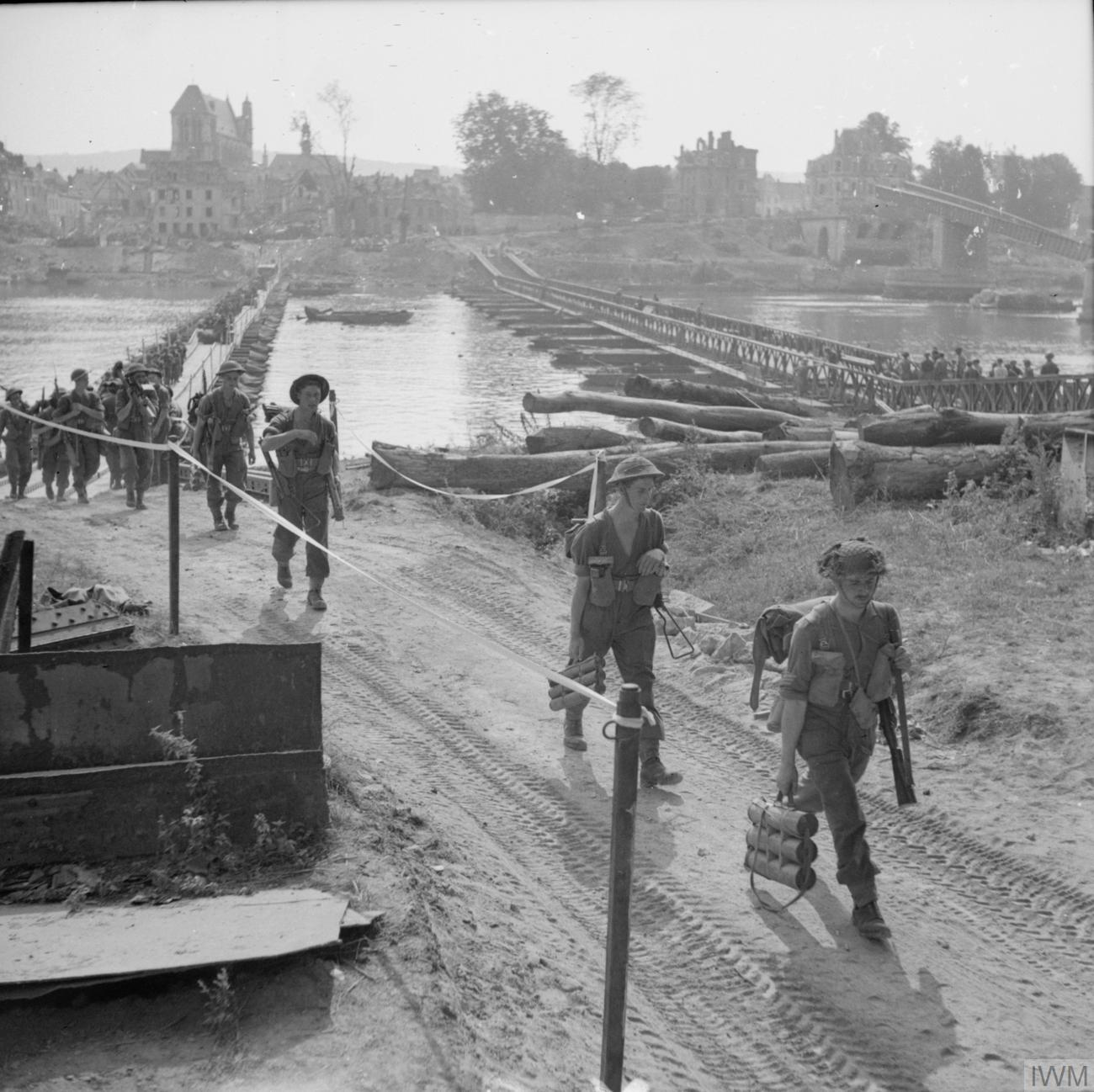
Brytyjska piechota z 1. batalionu Królewskiego Pułku Hampshire przekraczająca Sekwanę w Vernon, 28 sierpnia 1944 r.

Porty kanału La Manche były pilnie potrzebne do utrzymania armii alianckiej. Do czasu wyzwolenia Brukseli trudno było odpowiednio zaopatrzyć 21 Grupę Armii. VIII Korpus został wycofany z czynnej służby, aby zwolnić swoje środki transportowe do powszechnego użytku. Przed 1 Armią Kanadyjską postawiono zadanie zdobycia portów w ramach jej przemieszczania się wzdłuż północnego wybrzeża Francji. Chodziło w szczególności o Hawr, Dieppe, Boulogne, Calais i Dunkierkę we Francji, a także Ostendę w Belgii. Adolf Hitler docenił ich wartość strategiczną. Wydał rozkaz, w którym ogłosił wszystkie francuskie i belgijskie porty „fortecami”, które muszą być bronione przez wojska niemieckie do ostatniego człowieka.
Jednak miasto Dieppe zostało ewakuowane przez Niemców jeszcze przed otrzymaniem rozkazu Hitlera, w związku z czym Kanadyjczycy przyjęli je bez trudu, z instalacjami portowymi w dużej mierze nienaruszonymi. Ostenda została pominięta w rozkazie führera i również nie była broniona, chociaż rozpoczęte rozbiórki opóźniły jej użycie. Pozostałe porty były jednak mniej lub bardziej silnie bronione, a już po zdobycie wymagały znacznej pracy wojsk inżynieryjnych, aby je wykorzystać, z wyjątkiem Dunkierki, którą pozostawiono oblężoną na tyłach alianckich wojsk.

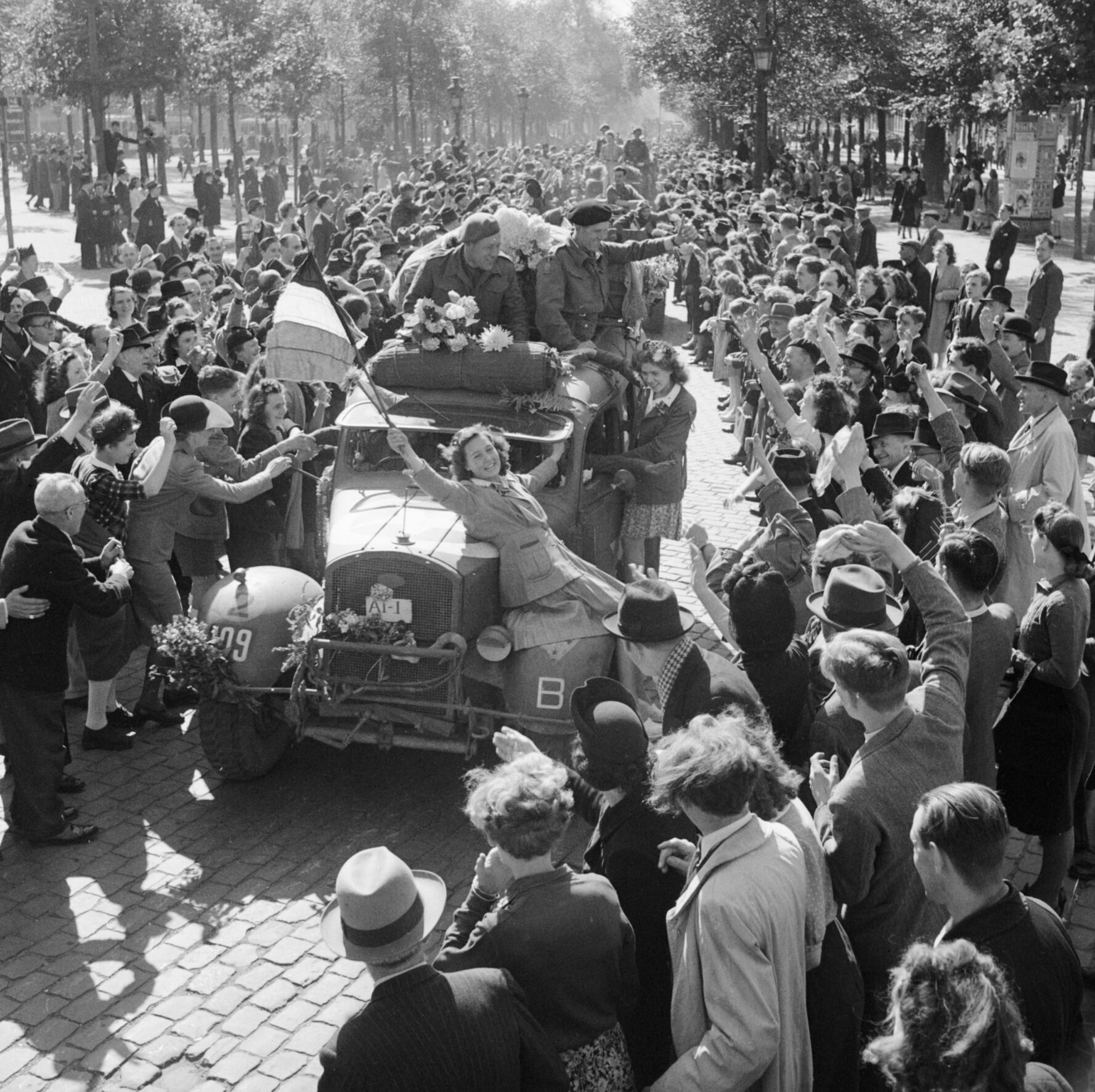
Brytyjskie wojska wkraczają do Brukseli, 4 września 1944 r.

### Operacja Market Garden
Pierwszą operacją w Nadrenii, o kryptonimie Market Garden, dowodził feldmarsz. Montgomery, który chciał zabezpieczyć przyczółek na wschodnim brzegu Renu w Arnhem, oskrzydlając w ten sposób linię Zygfryda.
Operacja Market Garden składała się  dwóch odrębnych części. Market miał być jedną z największych operacji powietrznodesantowych w historii, angażując trzy i pół amerykańskiej dywizji, jedną brytyjską i brygadę polskich spadochroniarzy, aby zdobyć kluczowe mosty i zapobiec ich zniszczeniu przez Niemców. Garden był atakiem naziemnym brytyjskiej 2 Armii w celu połączenia przyczółków na zdobytych przez aliantów mostach. Założono, że siły niemieckie nadal będą w trakcie reorganizacji po poprzednich kampaniach, a Niemcy nie stawią silnego oporu.
Jeśli plan by się powiódł, alianci mieliby otwartą drogę na terytorium Niemiec, która omijała główne niemieckie umocnienia na linii Zygfryda, a także zajęliby terytorium, z którego wróg wystrzeliwał rakiety V1 i V2 przeciwko Londynowi, Antwerpii i innym alianckim miastom.
Gen. Eisenhower zatwierdził plan Market Garden. Dał pierwszeństwo w zaopatrywaniu 21 Grupie Armii i skierował amerykańską 1 Armię na północ od Ardenów, aby tam przeprowadzały ograniczone ataki, mające na celu odciągnięcie części niemieckich obrońców na południe, z dala od celów wojsk Montgomery’ ego.

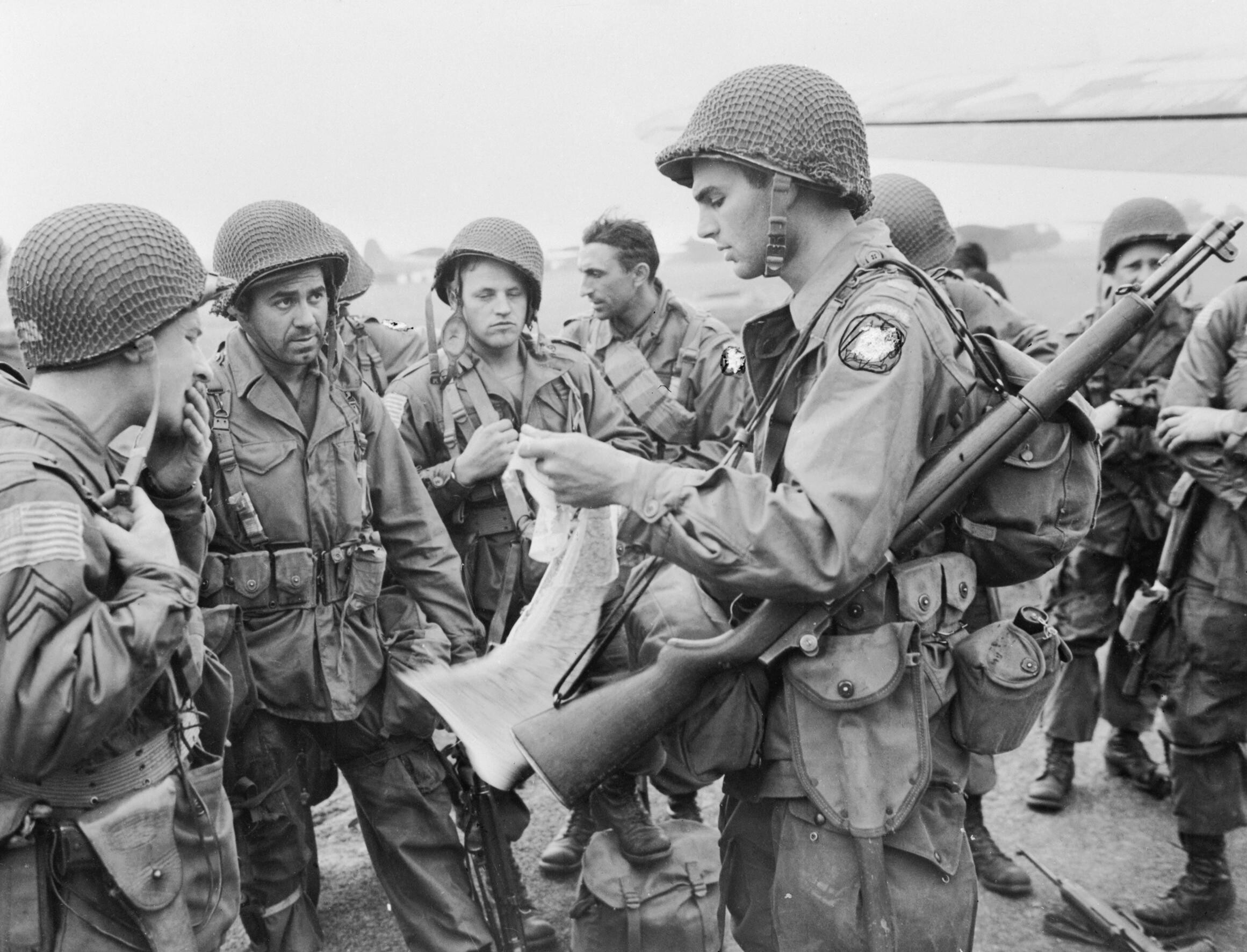
Amerykańscy spadochroniarze na ostatniej odprawie przed wylotem na operację Market Garden, 17 września 1944 r.

Operacja rozpoczęła się 17 września. Początek walki był pomyślny. 101 i 82 Dywizja Powietrznodesantowa zajęły swoje cele w Eindhoven, Veghel i Nijmegen. Wszystkie jednostki trafiły w swoje strefy lądowania z wyjątkiem brytyjskiej 1. Dywizji Powietrznodesantowej, która wylądowała w pewnej odległości od mostu Arnhem i tylko po północnej stronie rzeki. Jeszcze większe trudności pojawiły się, gdy dywizja straciła niezbędny sprzęt, jeepy i ciężkie działa przeciwpancerne, podczas katastrofy szybowców desantowych. Nastąpiło również poważne niedocenienie sił niemieckich w obszarze zrzutów. Co gorsza, zła pogoda uniemożliwiła szybkie przybycie posiłków drogą powietrzną oraz zrzut zaopatrzenia. Niemiecki opór przeciwko lądowym zmierzającym do Arnhem był zbyt silny, a w dodatku Niemcy znaleźli kopię planu operacji w jednym z rozbitych alianckich samolotów.
Operacja Market Garden zakończyła się klęską. Most w Arnhem nie został utrzymany, a brytyjscy i polscy spadochroniarze ponieśli ogromne straty – około 77% zginęło lub trafiło do niewoli do zakończenia operacji 25 września.

### Bitwa o Skaldę
Po fiasku operacji Market Garden sytuacja zaopatrzeniowa aliantów stała się krytyczna, dlatego odblokowanie portu w Antwerpii stało się teraz priorytetem. 12 września 1944 r. 1 Armii Kanadyjskiej powierzono zadanie oczyszczenia ujścia Skaldy z sił niemieckich. 1 Armia składała się z II Korpusu Kanadyjskiego, w skład którego wchodziła polska 1 Dywizja Pancerna, brytyjska 49 Dywizja Piechoty i 52 Dywizja Piechoty Lowland oraz cały brytyjski I Korpus.
Zadanie obejmowało cztery główne fazy: pierwsza polegała na oczyszczeniu obszaru na północ od Antwerpii i zapewnieniu dostępu do holenderskiej prowincji Zuid-Beveland. Celem fazy drugiej było oczyszczenie rejonu miasta Breskens na północ od Kanału Leopolda. Trzecia faza polegała na zdobyciu Zuid-Beveland. Ostatnim etapem było zdobycie wyspy Walcheren, która została zamieniona w ufortyfikowaną niemiecką twierdzę.
21 września 1944 r. rozpoczęło się natarcie. Kanadyjska 4 Dywizja Pancerna, przemieszczająca się na północ w kierunku południowego brzegu Skaldy wokół holenderskiego miasta Breskens była pierwszą aliancką jednostką, która stanęła w obliczu ogromnej przeszkody podwójnej linii kanałów Leopolda i Schipdonka. Kanały zostały sforsowane i ustanowiono przyczółek na drugim brzegu, ale zacięte kontrataki Niemców zmusiły Kanadyjczyków do wycofania się z ciężkimi stratami. Polska 1 Dywizja Pancerna odniosła większy sukces, przenosząc się na północny wschód, w stronę wybrzeża, zajmując Terneuzen i oczyszczając południowy brzeg Skaldy na wschód do Antwerpii. Było już wtedy jasne, że wszelkie dalsze postępy będą się wiązać z ogromnymi kosztami.

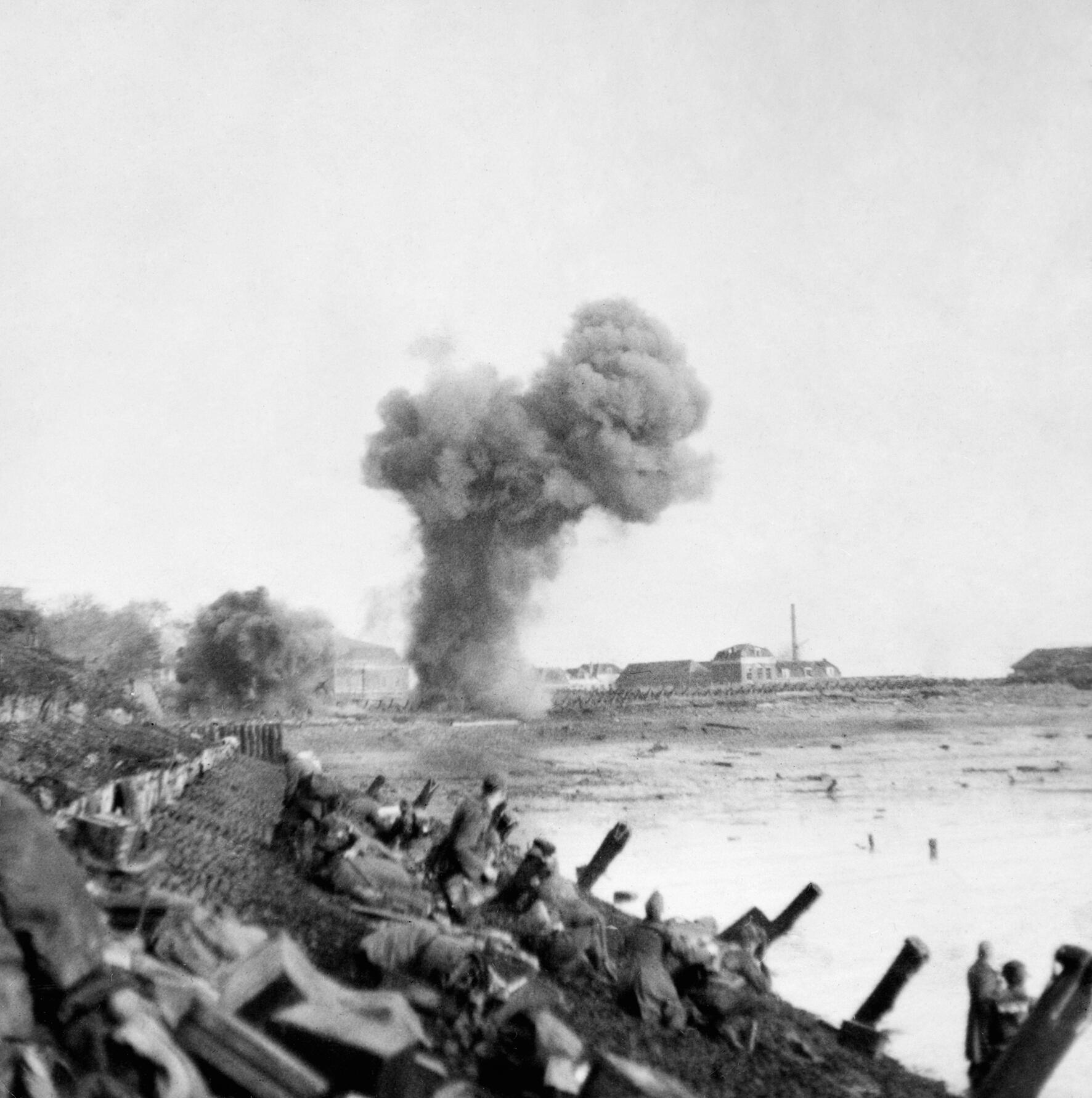
Brytyjskie oddziały desantowe atakujące pod Vlissingen pod ostrzałem artylerii podczas bitwy o Skaldę

Kanadyjska 2 Dywizja Piechoty rozpoczęła swój atak na północ od Antwerpii 2 października. Okupiła go ciężkimi stratami, w tym prawie całkowitym zniszczeniem 5 Brygady Piechoty Black Watch 13 października. Jednak 16 października zdobyto Woensdrecht, po huraganowym ostrzale artyleryjskim, który zmusił Niemców do wycofania się. To odcięło wojska nieprzyjacielskie w prowincji Zuid-Beveland i na wyspie Walcheren od reszty swoich sił; tym sposobem osiągnęło cel pierwszej operacji.
Montgomery wydał dyrektywę, która uczyniła otwarcie ujścia Skaldy najwyższym priorytetem. Na wschodzie brytyjska 2 Armia zaatakowała nietypowo w kierunku zachodnim, aby oczyścić tereny na południe od Mozy. Pomogło to zabezpieczyć rejon Skaldy przed spodziewanym kontratakiem.
W operacji Switchback, drugim etapie bitwy o Skaldę, kanadyjska 3 Dywizja Piechoty przeprowadziła dwutorowy atak, podczas gdy 7 Brygada Piechoty przekroczyła Kanał Leopolda, a 9 Brygada Piechoty rozpoczęła lądowanie na pokładzie amfibii od strony wybrzeża. Pomimo silnego oporu ze strony Niemców, 10 Brygada Piechoty przekroczyła Kanał Leopolda, a 8 Brygada ruszyła na południe, otwierając sojusznikom linie zaopatrzeniowe.
Operacja Vitality, trzecia faza bitwy o Skaldę rozpoczęła się 24 października. Kanadyjska 2 Dywizja Piechoty rozpoczęła swój atak w kierunku Zuid-Beveland, ale została spowolniona przez miny, błoto i silną obronę wroga. Brytyjska 52 Dywizja Piechoty Lowland dokonała desantu, aby dostać się na tyły pozycji obronnych Niemców na Kanale Beveland. W efekcie najsilniejszy wycinek niemieckiej obrony został oskrzydlony, a kanadyjska 6 Brygada Piechoty rozpoczęła frontalny atak w barkach desantowych. Wojska inżynieryjne były w stanie pokonać kanał po głównej drodze. Gdy pozycje oparte o linię kanału zniknęły, niemiecka obrona rozpadła się, a prowincja Zuid-Beveland została wyzwolona.
Ostatnią fazą bitwa o Skaldę była operacja Infatuate, atak na silnie ufortyfikowaną wyspę Walcheren u ujścia zachodniej Skaldy. Tamy na wyspie zostały uszkodzone przez ataki bombowców RAF-u 3, 7 i 11 października. W efekcie środkowa część wyspy została zalana, co zmusiło obrońców do przeniesienia się na wyższe pozycji i umożliwiło użycie pojazdów desantowych. Jednostki kanadyjskiej 2 Dywizji Piechoty zaatakowały groblę 31 października, a po ponurych zmaganiach ustanowiły niepewny przyczółek. Zostali wtedy wzmocnieni przez jeden z batalionów brytyjskiej 52 Dywizji

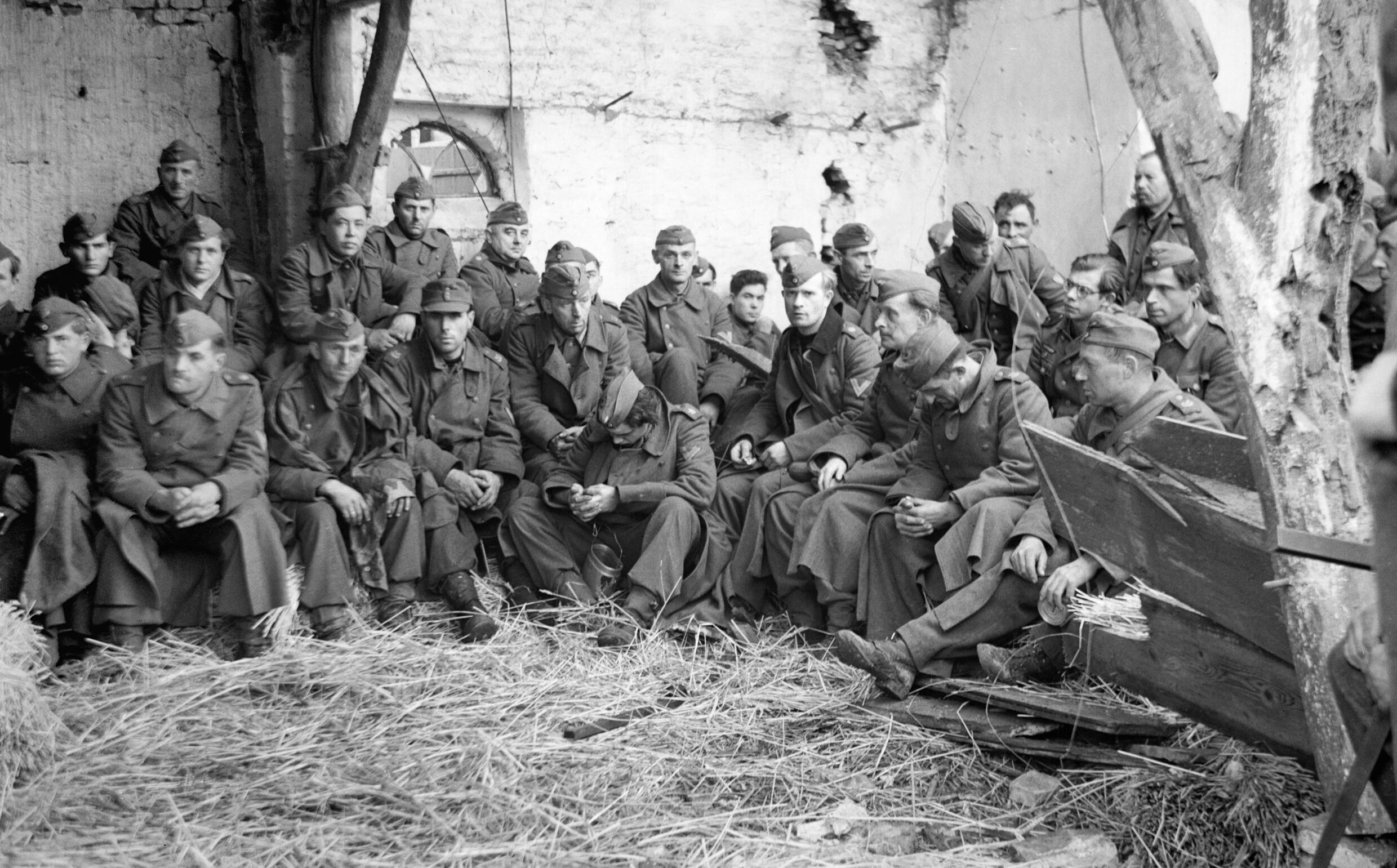
Niemieccy jeńcy na wyspie Walcheren. Około 40 tys. żołnierzy Wehrmachtu znalazło się w niewoli po zakończeniu operacji Infatuate

Desant morski przy użyciu amfibii rozpoczął się 1 listopada od lądowania brytyjskiej 155 Brygady Piechoty na plaży w południowo-wschodniej części Vlissingen. Przez kilka następnych dni toczono ciężkie walki uliczne z niemieckimi obrońcami. 1 listopada, po ciężkim ostrzale artylerii okrętowej w wykonaniu Royal Navy, oddziały 4 Brygady Komandosów (z jednostkami 10 Międzysojuszniczej Kompanii Komandosów, składającej się głównie z żołnierzy belgijskich i norweskich), wspierane przez wyspecjalizowane pojazdy pancerne brytyjskiej 79 Dywizji Pancernej wylądowały po obu stronach luki w grobli morskiej. Rozpoczęły się ciężkie walki. Mniejsze oddziały ruszyły na południowy wschód w kierunku Vlissingen, podczas gdy główne siły udały się na północny wschód, aby oczyścić północną część Walcheren i połączyć się z Kanadyjczykami, którzy ustanowili przyczółek we wschodniej części wyspy. Wojska niemieckie broniące tego obszaru stawiały ciężki opór, a walki trwały do 7 listopada. Operacja zakończyła się 8 listopada po tym, jak siły anglo-kanadyjskie wkroczyły do Middelburga, stolicy Walcheren.
Tymczasem 20 października rozpoczęła się operacja Pheasant, która miała na celu usunięcie wojsk niemieckich z holenderskiej prowincji Brabancja Północna w ramach bitwy o Skaldę. Ofensywa doprowadziła do zajęcia większości tego region. Miasta Tilburg, ’s-Hertogenbosch, Willemstad i Roosendaal zostały wyzwolone przez siły brytyjskie, Bergen op Zoom zdobyli Kanadyjczycy, a polska 1. Dywizja Pancerna dowodzona przez gen. Stanisława Maczka wyzwoliła miasto Breda. W rezultacie niemieckie pozycje, które broniły regionu wzdłuż kanałów i rzek, zostały zgniecione, a operacja zakończyła się sukcesem prawie bez ofiar cywilnych.
Tymczasem kanadyjska 4 Dywizja Pancerna udała się na wschód obok Bergen-op-Zoom do Sint Philipsland, gdzie zatopiła kilka niemieckich statków w porcie Zijpe. Po dotarciu do Antwerpii z drugiej strony czwarta faza bitwy o Skaldę zakończyła się decydującym zwycięstwem aliantów. 28 listopada pierwszy konwój morski wszedł do portu.

### Operacje Veritable i Grenade

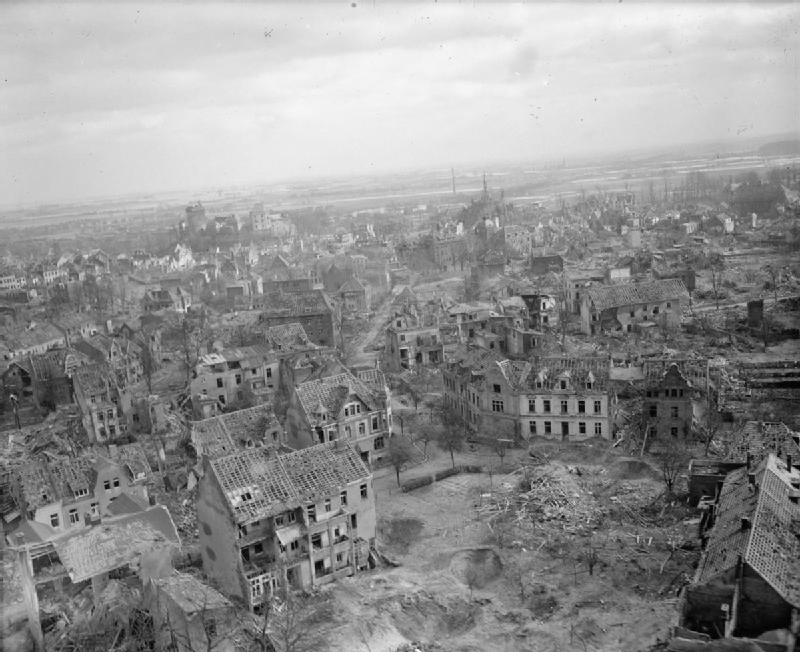
Kleve po alianckim bombardowaniu w lutym 1945 r.

Po oczyszczeniu ujścia Skaldy 21 Grupa Armii Montgomery' ego dostała za zadanie zajęcie zachodniego brzegu Renu poniżej rejonu Krefeld. Plan oparto na tym, aby kanadyjska  1 Armia wzmocniona przez brytyjski XXX Korpus przemieszczała się na południowy wschód między Renem i Mozą, podczas gdy amerykańska 9 Armia będzie podążać na północny wschód od rzeki Rur. Dwie armie miały spotkać się w rejonie Geldern. Brytyjska 2 Armia pozostała na zachód od Mozy, oprócz dwóch dywizji, które wzmocniły ofensywę anglo-kanadyjską. Jednak niemieckie dowództwo początkowo było przekonane, że to ona jest głównym zagrożeniem i rozlokowało swoje rezerwy w oczekiwaniu na ich atak w kierunku holenderskiego miasta Venlo.
Dwie operacje zaplanowane w ramach tej kampanii zostały opóźnione przez niemiecką ofensywę w Ardenach, ale ostatecznie zrealizowano je po 8 lutego 1945 r. Chociaż atak anglo-kanadyjski (operacja Veritable) rozpoczął się na czas, po czym został anulowany, atak sił amerykańskich (operacja Granat) został przełożony z powodu zagrożenia w Ardenach, a następnie niebezpieczeństwa zalania atakujących wojsk przez wodę uwalnianą z zapór na rzece Rur. To opóźnienie pozwoliło Niemcom skoncentrować swoje siły na odparciu ataków anglo-kanadyjskich, ale nie byli w stanie zrobić nic więcej, niż spowolnić je w niektórych obszarach. Kiedy Amerykanie byli w stanie zaatakować, pozostało już niewiele rezerw, które można by przerzucić, aby stawić im czoła.
Szpice dwóch alianckich ofensyw spotkały się w Geldern, a następnie ruszyły w kierunku Rees, ostatecznie wyrzucając siły niemieckie 21 marca 1945 r.

## Atak na linię Zygfryda. Centralna Grupa Armii (12 Grupa Armii)

### Akwizgran

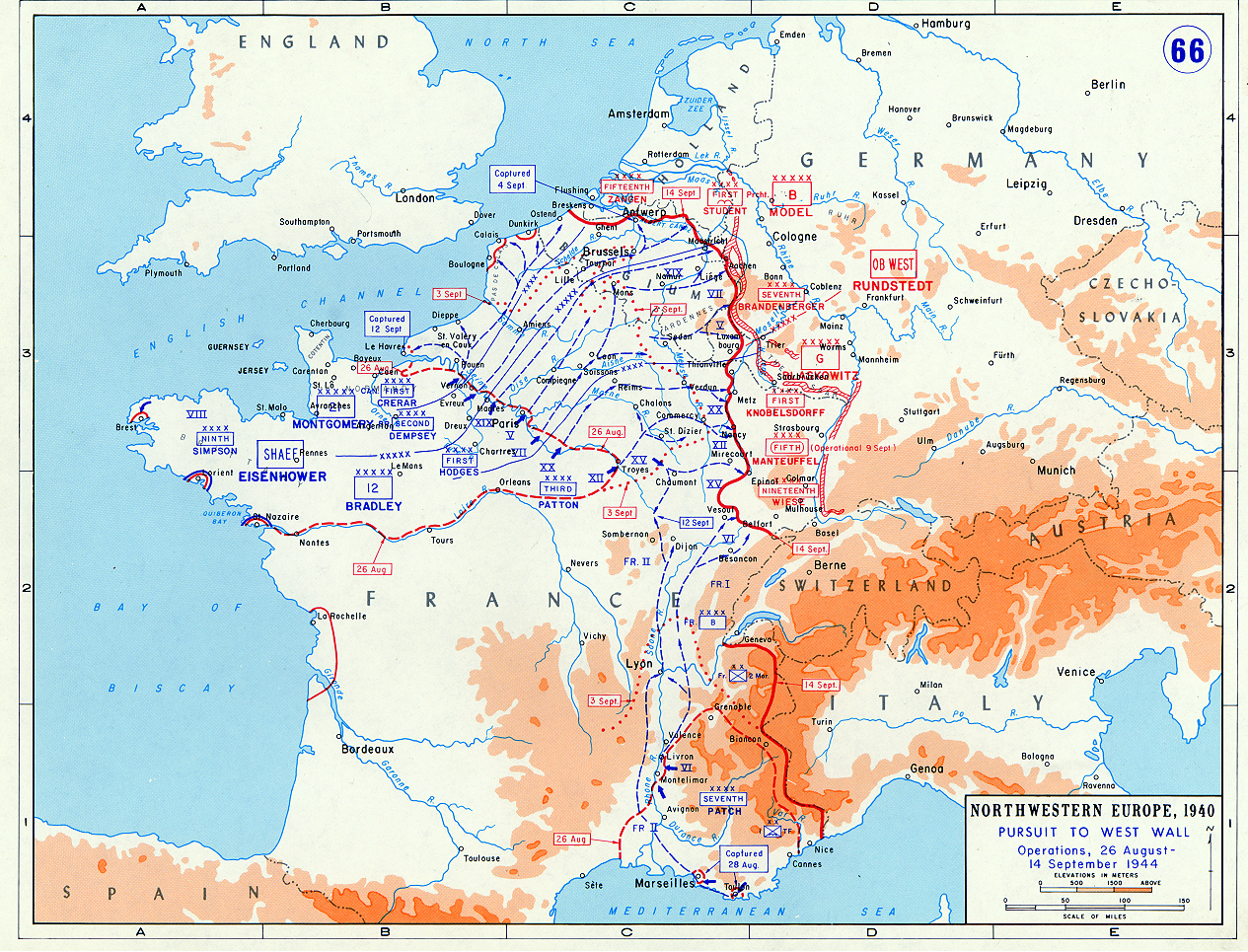
Postępy sił alianckich pomiędzy 26 sierpnia a 14 września 1944 r.

Amerykańska 1 Armia koncentrowała się na zdobyciu miasta Akwizgran, z którym trzeba było sobie poradzić przed atakiem na samą linię Zygfryda. Początkowo miasto miało zostać ominięte i odcięte od reszty wojsk niemieckich, gdy alianci próbowali naśladować niemiecką taktykę Blitzkriegu. Ostatecznie jednak Akwizgran jako pierwsze niemieckie miasto został zaatakowany przez siły Sprzymierzonych, co miało ogromne znaczenie propagandowe. Adolf Hitler osobiście nakazał wzmocnienie garnizonu i utrzymanie miasta. Zmusiło to dowódców alianckich do ponownego przemyślenia swojej strategii.
Niektórzy historycy, w tym Stephen E. Ambrose, sugerują, że szturm Akwizgranu był błędem. Bitwa zatrzymała natarcie aliantów na wschód i spowodowała około 5 tys. ofiar wśród żołnierzy amerykańskich. Walki były, według wszystkich relacji, brutalną walką miejską o każdy dom i związały dostępne zasoby armii alianckich. Ambrose zasugerował, że skuteczniejszą strategią byłoby odizolowanie garnizonu w Akwizgranie i kontynuacja uderzenia na wschód do serca Niemiec. Teoretycznie wyeliminowałoby to zdolność niemieckiego garnizonu do działania jako siły bojowej poprzez odcięcie go od zaopatrzenia. Mogło to zmusić obrońców do poddania się lub wyprowadzenia części sił z miasta w celu przywrócenia linii zaopatrzeniowych. W przypadku tej ostatniej alternatywy konfrontacja w otwartym terenie prawdopodobnie spowodowałaby znacznie mniej ofiar wojskowych i cywilnych niż walka w mieście.

### Lotaryngia
Już pod koniec sierpnia amerykańskiej 3 Armii zaczęło brakować paliwa. Sytuacja ta była spowodowana jej błyskawicznym marszem przez Francję, a spotęgowana przesunięciem priorytetu logistycznego w kierunku wojsk Montgomery’ ego w celu zabezpieczenia działań ofensywnych w kierunku Antwerpii, a później dla przeprowadzenia operacji Market Garden. Do 1 września 1944 r. na oparach paliwa 3 Armia wykonała ostatnie uderzenie, aby zdobyć kluczowe mosty nad rzeką Musa w Verdun i Commerce. Pięć dni później jednak krytyczna sytuacja zaopatrzeniowa spowodowała definitywne zatrzymanie 3 Armii, umożliwiając przegrupowanie wcześniej rozgromionych sił niemieckich i wzmocnienie ich pozycji na tym obszarze.
Niedługo potem 3 Armia zaatakowała Metz, będący częścią Linii Maginota i jednym z najbardziej ufortyfikowanych miast w Europie Zachodniej. Miasta nie można było ominąć, ponieważ kilka jego fortów miało baterie artyleryjskie skierowane na przejścia przez Mozelę i główne drogi w okolicy. Można go było również wykorzystać jako przyczółek do zorganizowania niemieckiego kontrataku na tyły 3 Armii. W następnej bitwie wojska Pattona, choć zwycięskie, miały ponieść ciężkie straty.
Po zdobyciu Metzu 3 Armia ruszyła na wschód, w kierunku rzeki Saara i wkrótce rozpoczęła bezpośredni atak na linię Zygfryda.

### Las Hürtgen

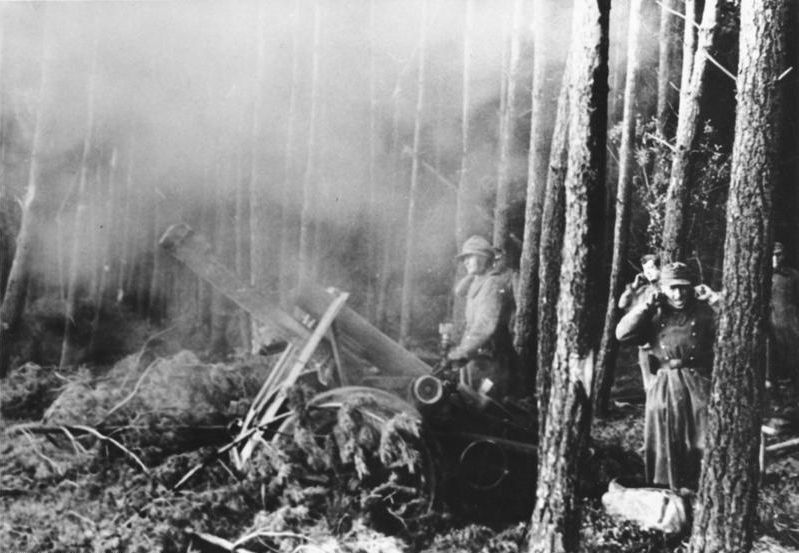
Niemieckie oddziały broniące lasu Hürtgen w listopadzie 1944 r.

Las Hürtgen był postrzegany jako możliwe miejsce wtargnięcia wojsk nieprzyjaciela na amerykańską flankę, a tamowe zapory rzeczne mieszczące się za lasem umożliwiały zatopienie dużego obszaru, stanowiąc zagrożenie dla alianckiego natarcia w dół rzeki Rur. Atak obliczony na szybkie oczyszczanie obszaru lasu Hürtgen rozpoczął się 19 września 1944 r. Obrona niemiecka była znacznie silniejsza niż się spodziewano, a teren był bardzo sprzyjający obronie, w dużej mierze niwelując amerykańską przewagę liczebną i techniczną. Bitwa, która według planów miała potrwać kilka tygodni, trwała do lutego 1945 r. i kosztowała 33 tys. ofiar.
Znacznie tej batalii zostało zakwestionowane. Współcześni historycy twierdzą, że jej wynik nie był wart przewidywalnych strat, a w każdym razie amerykańska taktyka zagrała na korzyść Niemców.

### Operacja Queen
Operacja Queen była połączoną ofensywą alianckich sił powietrznych i lądowych przeciwko niemieckim pozycjom na linii Zygfryda, która była prowadzona głównie dzięki wspólnemu amerykańskiej 1 Armii i 9 Armii przy skromnym udziale wojsk brytyjskich. Głównym celem operacji było przekroczenie do rzeki Rur i ustanowienie kilku przyczółków na drugim brzegu, które miały być użyte jako baza wypadowa dla przyszłych działań mających na celu uderzenie w stronę Renu. Częścią tej operacji były także dalsze walki w lesie Hürtgen. Ofensywa rozpoczęła się 16 listopada jednym z najcięższych taktycznych bombardowań lotniczych II wojny światowej. Chociaż siły niemieckie były zdziesiątkowane, natarcie aliantów posuwało się bardzo powoli. Po czterech tygodniach ciężkich walk alianci sforsowali Rur, ale nie byli w stanie utrzymać przyczółków. Wojska alianckie poniosły ciężkie straty, a Niemcy 16 grudnia rozpoczęli własną ofensywę w Ardenach.

### Zimowe ofensywy niemieckie

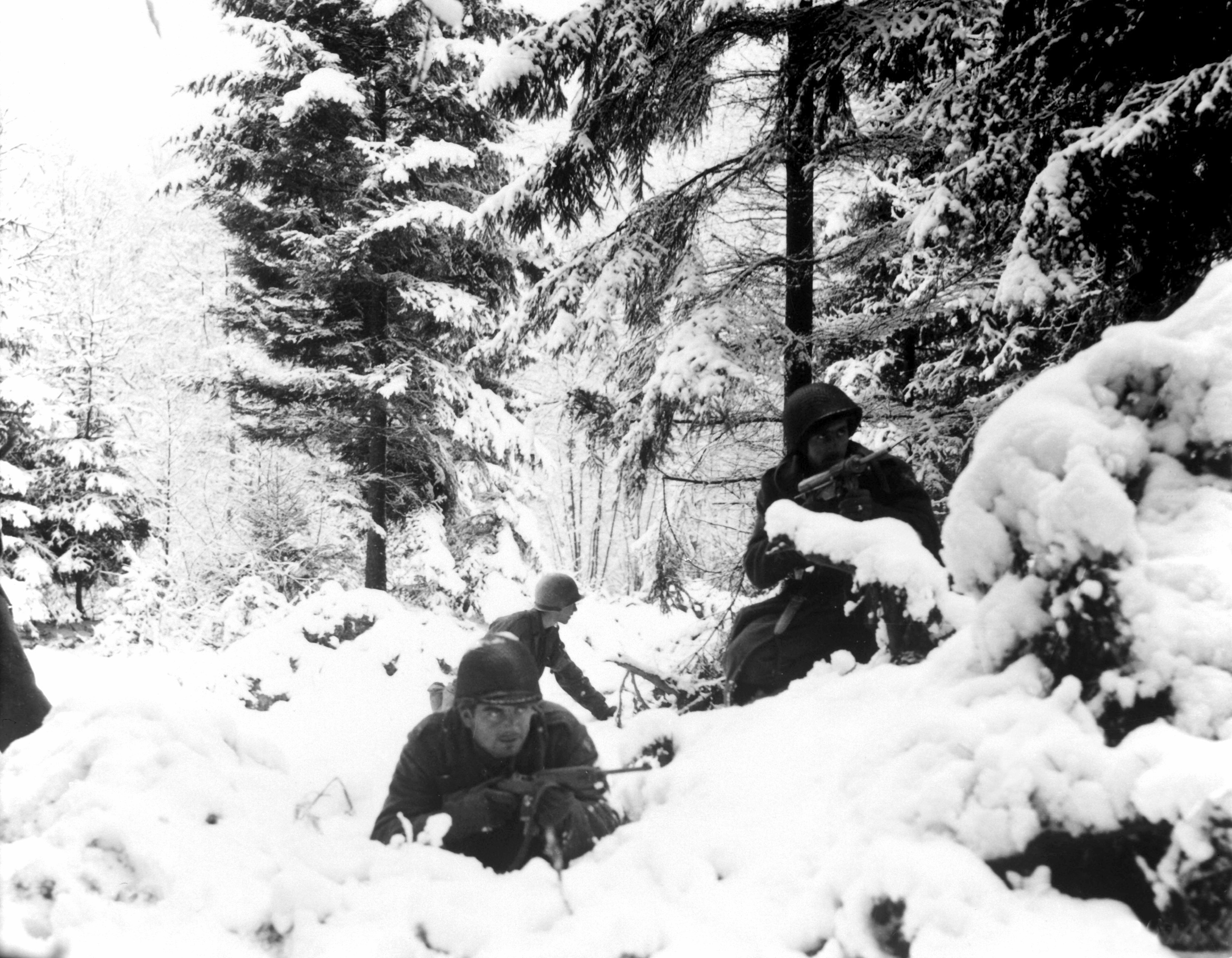
Amerykańscy żołnierze zajmujący pozycje obronne w Ardenach

Niemcy przygotowywali nową ofensywę na Zachodzie od czasu przerwania frontu w Normandii. Plan o nazwie Straż na Renie (niem. Wacht am Rhein) opierał się na ataku przez Ardeny i skierowaniu się na północ do Antwerpii, dzieląc armię amerykańską i brytyjską. Atak rozpoczął się 16 grudnia. W rejonie Ardenów znajdowały się wtedy wojska amerykańskiej 1 Armii. Po początkowych sukcesach osiągniętych dzięki złym warunkom pogodowym, które dały Niemcom osłonę przed alianckimi siłami powietrznymi, Amerykanie przeprowadzili kontratak, aby usunąć przeciwnika z Ardenów. Niemcy zostali ostatecznie odepchnięci do swoich pozycji wyjściowych 25 stycznia 1945 r.
Wtedy Niemcy rozpoczęli na południu drugą, mniejszą ofensywę, operację Nordwind w Alzacji 1 stycznia 1945 r. W celu odzyskania Strasburga zaatakowali 6 Grupę Armii w kilku miejscach jednocześnie. Ponieważ linie alianckie zostały poważnie rozciągnięte podczas kryzysu w Ardenach, powstrzymanie i odrzucenie ofensywy w Alzacji było trudnym zadaniem, które potrwało prawie cztery tygodnie. Kontrataki sił Sprzymierzonych pod koniec stycznia przywróciły dawną linię frontu i zamknęły część niemieckich sił w kotle kolmarskim.

### Niemcy na zachód od Renu
Ruchy oskrzydlające 1 Armii Kanadyjskiej, zbliżającej się z obszaru Nijmegen w ramach operacji Veritable oraz amerykańskiej 9 Armii, przekraczającej Rur w czasie operacji Grenade, planowano rozpocząć 8 lutego 1945 r. Niemcy jednak opóźnili te plany o dwa tygodnie, kiedy zalali dolinę rzeki Rur, niszcząc wrota dwóch zapór (Rur Dam i Urft Dam). W ciągu dwóch tygodni po tym, jak dolina została zalana, Hitler nie pozwolił Rundstedtowi wycofać sił niemieckich za Ren, argumentując to tym, że odwrót opóźni nieuchronną walkę. Führer kazał mu walczyć tam, gdzie stały jego siły.
Gdy woda opadła i amerykańska 9 Armia była w stanie ponownie sforsować Rur 23 lutego, inne siły alianckie były już blisko zachodniego brzegu Renu. Niemcy zapłacili ciężką cenę za wyjście zza fortyfikacji linii Zygfryda; ich dywizje, które pozostały na zachodnim brzegu Renu, zostały rozbite, a 280 tys. żołnierzy trafiło do niewoli. Ich łączne straty na froncie zachodnim od zakończenia kampanii w Normandii sięgnęły już 400 tys. ludzi.

## Następstwa

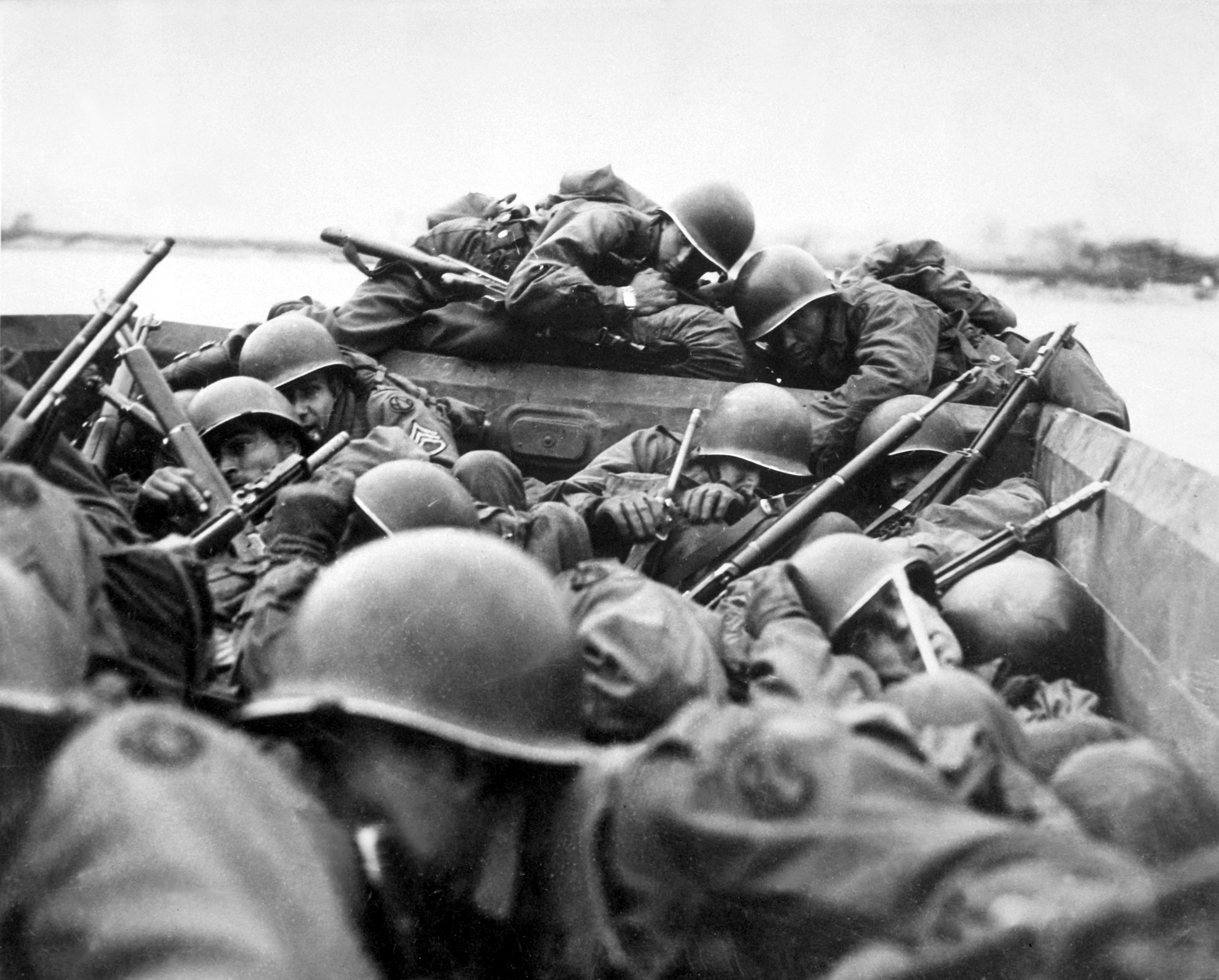
Amerykańscy żołnierze przekraczający Ren w barkach desantowych

Alianci sforsowali Ren w czterech miejscach. Pierwsze przejście było dziełem przypadku, kiedy Niemcy z niewyjaśnionych przyczyn nie wysadzili Mostu Ludendorffa w Remagen. Utworzono przyczółek na wschodnim brzegu rzeki.
Gen. Bradley rozkazał gen. George' owi S. Pattonowi, którego 3 Armia walczyła o Palatynat, aby jako pierwszy aliancki generał przekroczył Ren. Jego oddziały zrobiły to w nocy z 22 na 23 marca, przekraczając rzekę pospiesznym atakiem na południe od Moguncji w Oppenheim. Na północy Ren jest jednak dwa razy szerszy, z dużo większą ilością wody niż tam, gdzie przeszedł Patton. Montgomery, dowódca 21 Grupy Armii zdecydował, że można go przekroczyć tylko dzięki starannie przygotowanemu atakowi połączonych sił. W ramach operacji Plunder przekroczył Ren w rejonie Rees i Wesel w nocy z 23 na 24 marca. Plan obejmował największą operację powietrznodesantową w historii, operację Varsity.
W rejonie zgrupowania 6 Grupy Armii, amerykańska 7 Armia zaatakowała nad Renem pomiędzy Mannheim a Wormacją 26 marca. Ostatnie, piąte bojowe sforsowanie Renu, już na o wiele mniejszą skalę, zostało później dokonane przez francuską 1 Armię w Spirze.
Po przekroczeniu Renu alianci szybko wkroczyli w głąb Niemiec. Nie napotkali już zorganizowanego oporu, bo za fortyfikacjami linii Zygfryda i biegnącą za nią ostatnią naturalną przeszkodą, Renem, Niemcy nie mieli już przygotowanych żądnych stanowisk obronnych. 7 maja 1945 r. III Rzesza skapitulowała przed aliantami na froncie zachodnim.